# Piptostigma fugax
Piptostigma fugax là một loài thực vật thuộc họ Annonaceae. Loài này có ở Bờ Biển Ngà, Ghana, và Liberia. Chúng hiện đang bị đe dọa vì mất môi trường sống.